# 由利本荘市立高瀬小学校

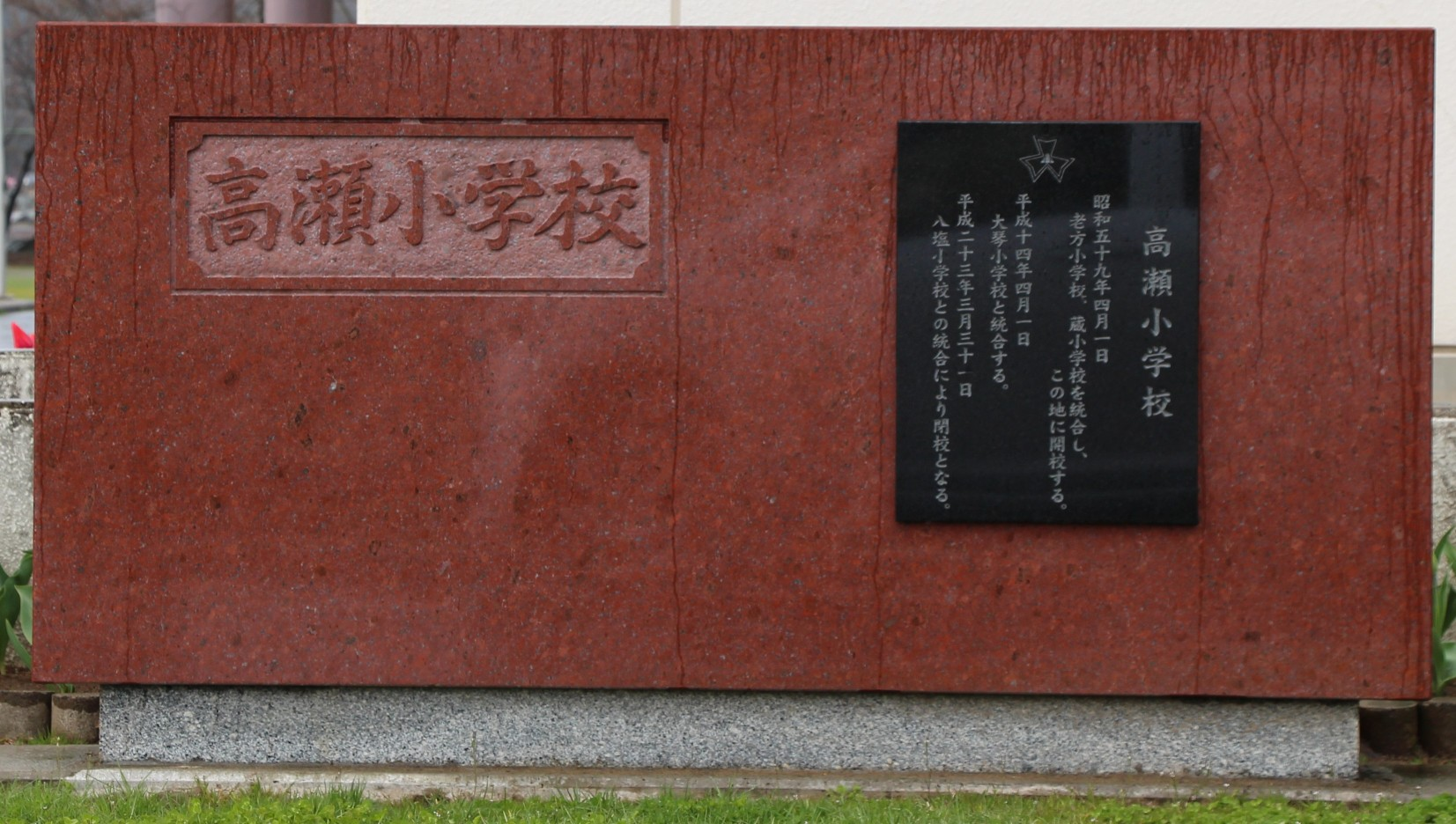
東由利小学校の横にある高瀬小学校の碑文

由利本荘市立高瀬小学校（ゆりほんじょうしりつ たかせしょうがっこう）は、秋田県由利本荘市東由利法内字宮の前にあった市立小学校。2011年（平成23年）由利本荘市立八塩小学校と統合し、由利本荘市立東由利小学校が設立されたことで閉校した。

## 沿革
- 1984年（昭和59年）4月1日 - 蔵・老方両小学校を統合し、東由利町立高瀬小学校として開校
- 1994年（平成6年）9月17日 - 創立10周年記念式典挙行
- 2002年（平成14年）4月1日 - 東由利町立大琴小学校を統合
- 2004年（平成16年）10月29日 - 創立20周年記念式典挙行。
- 2005年（平成17年）3月22日 - 由利本荘市の発足により、由利本荘市立高瀬小学校と改称
- 2010年（平成22年）11月13日 - 閉校式挙行[1]。
- 2011年（平成23年）3月31日 - 閉校。

## 校歌
- 作詞: 畑山昭一
- 作曲: 小鳥輝夫

歌詞などは、校歌のページを参照。

## 児童数・学級数
| 年度               | 男子 | 女子 | 計  | 増減 | 学級数 | 増減 | 備考           |
| ------------------ | ---- | ---- | --- | ---- | ------ | ---- | -------------- |
| 2003（平成15）年度 | 61   | 71   | 132 |      | 7      |      |                |
| 2004（平成16）年度 | 59   | 72   | 131 | -1   | 7      | 0    | 創立20周年     |
| 2005（平成17）年度 | 53   | 70   | 123 | -8   | 7      | 0    | 由利本荘市誕生 |
| 2006（平成18）年度 | 52   | 63   | 115 | -8   | 6      | -1   |                |
| 2007（平成19）年度 | 57   | 59   | 116 | +1   | 6      | 0    |                |
| 2008（平成20）年度 | 57   | 56   | 113 | -3   | 6      | 0    |                |
| 2009（平成21）年度 | 55   | 56   | 111 | -2   | 6      | 0    |                |
| 2010（平成22）年度 | 50   | 47   | 97  | -14  | 7      | +1   | 閉校           |

## 著名出身者
- 高橋宏幸 (児童文学者) (老方小)